# Hemithrinax rivularis
Espèce
Synonymes
- Hemithrinax rivularis var. rivularis[1]
- Thrinax rivularis (León) Borhidi & O.Muñiz[1]

Hemithrinax rivularis est une espèce de plantes de la famille des Arecaceae.

## Liste des variétés
Selon Catalogue of Life (10 avril 2019) :
- variété Hemithrinax rivularis var. rivularis
- variété Hemithrinax rivularis var. savannarum

Selon World Checklist of Selected Plant Families (WCSP) (10 avril 2019) :
- variété Hemithrinax rivularis var. rivularis
- variété Hemithrinax rivularis var. savannarum (León) O.Muñiz (1982)

Selon The Plant List (10 avril 2019) :
- variété Hemithrinax rivularis var. savannarum (León) O.Muñiz

Selon Tropicos (10 avril 2019) (Attention liste brute contenant possiblement des synonymes) :
- variété Hemithrinax rivularis var. rivularis
- variété Hemithrinax rivularis var. savannarum (León) O. Muñiz

## Publication originale
- Memorias de la Sociedad Cubana de Historia Natural "Felipe Poey" 15: 380. 1929.